# Säynätsalo (ö i Kuhmois, Malammainen)
Säynätsalo är en liten ö i Finland. Den ligger i sjön Päijänne och i kommunen Kuhmois i den ekonomiska regionen  Jämsä  och landskapet Mellersta Finland, i den södra delen av landet, 160 km norr om huvudstaden Helsingfors. Öns area är 22,4 hektar och dess största längd är 0,9 kilometer i öst-västlig riktning.